# Long Time Gone
«Long Time Gone» — песня американской кантри-группы Dixie Chicks, вышедшая 17 мая 2002 года в качестве 1-го сингла с их шестого студийного альбома Home (2002). Песню написал Даррелл Скотт (Darrell Scott), продюсерами были Dixie Chicks и Ллойд Майнес. Сингл достиг второго места в кантри-чарте Hot Country Songs.
В феврале 2003 года песня была номинирована на музыкальную премию Грэмми и победила в категории Лучшее выступление кантри-группы с вокалом (где Dixie Chicks 5-кратные победители: в 1999 за «There’s Your Trouble», в 2000 за «Ready to Run», в 2003 за «Long Time Gone», в 2005 за «Top of the World» и в 2007 за «Not Ready to Make Nice»).

## Чарты
| Чарт (2002)                       | Высшая позиция |
| --------------------------------- | -------------- |
| США (Billboard Hot Country Songs) | 2              |
| США (Billboard Hot 100)           | 7              |

## Итоговые годовые чарты
| Чарт (2002)                  | Позиция |
| ---------------------------- | ------- |
| US Country Songs (Billboard) | 35      |
| US Billboard Hot 100         | 97      |